# Barliu (Euquisi)
Barliu ist eine Aldeia im Osten von Osttimor. Sie bildet den Norden des Sucos Euquisi (Verwaltungsamt Lautém, Gemeinde Lautém) und liegt zwischen den Flüssen Dasidara im Westen und Buiguira im Osten, die im Norden in die Straße von Wetar münden. Südlich befindet sich die Aldeia Borubatu, westlich die zum Suco Ililai gehörenden Aldeias Titilari und Samalari und östlich die zum Suco Daudere gehörenden Aldeias Anarua und Uanambere.
In der Aldeia Barliu leben 218 Menschen (2015). Siedlungszentrum ist der Ort Barleo an der Küste, wo sich auch der Sitz des Sucos, die Grundschule und eine Kapelle befinden. Eine zweite Siedlung bildet im Westen Taleta, am Lauf des Dasidara gelegen.